# Menesia immaculipennis
Menesia immaculipennis es una especie de escarabajo longicornio del género Menesia, categorizada en la tribu Saperdini, de la subfamilia Lamiinae. Fue descrita por Breuning en 1954.

## Descripción
Mide 12,6 mm de longitud. El período de actividad en adultos se presenta en julio.

## Distribución
Se distribuye por China.